# Ptecticus rogans
Ptecticus rogans är en tvåvingeart som först beskrevs av Walker 1858.  Ptecticus rogans ingår i släktet Ptecticus och familjen vapenflugor. Inga underarter finns listade i Catalogue of Life.